# يوروجست
وكالة الاتحاد الأوروبي للتعاون في مجال العدالة الجنائية (بالإنجليزية: European Union Agency for Criminal Justice Cooperation)‏ والتي تعرف أيضاً باسم يوروجست (بالإنجليزية: Eurojust)‏ هي وكالة تابعة للاتحاد الأوروبي تتعاون قضائياً في المسائل الجنائية. يقع مقرها في مدينة لاهاي الهولندية.